# Gary Whetton
Gary William Whetton (Auckland, 15 de diciembre de 1959) es un exrugbista neozelandés que se desempeñaba como segunda línea. Fue internacional con los All Blacks de 1981 a 1991, su capitán y se consagró campeón del mundo en Nueva Zelanda 1987.

## Carrera
Es el hermano gemelo del también rugbista que llegó a los All Blacks, Alan Whetton. Junto a su hermano, integró al legendario Auckland que dominó el rugby del hemisferio sur en los años 1980; ganando múltiples campeonatos y formando con talentosos jugadores.
Tras su retiro, se ha dedicado al emprendimiento fundando su propia compañía de seguros y ocupando puestos directivos en varios clubes de rugby. En abril de 2012 fue elegido presidente de los Blues.

### Europa
En 1992 aceptó la propuesta y se unió al Castres Olympique de Francia, jugó con ellos dos temporadas. Fue finalista del Desafío Yves du Manoir de 1993, contra el poderoso Stade Toulousain y Castres fue derrotado 13-8.
En la final del campeonato de 1993, Whetton anotó el try decisivo que le dio el título a Castres; pero en realidad el defensor Franck Hueber llegó a anular primero y el árbitro Daniel Salles admitió el error 13 años más tarde. La situación fue un gran escándalo, con Jacques Fouroux entrando en conflicto con la Federación Francesa de Rugby (FFR) al declarar que sospechaba desde antes del partido que el árbitro conspiraba por apuestas.
En 1993 fue invitado a los Barbarians franceses y jugó contra los Wallabies, perdieron 26-43. Terminó su carrera en 1994, después de jugar otra semifinal del Du Manoir contra el ASM Clermont Auvergne (26-19).

## Selección nacional
Peter Burke lo convocó a los All Blacks en septiembre de 1981 y debutó contra los Springboks, en el famoso partido donde un hombre bombardeó el campo con harina desde un avión para protestar contra la política de apartheid.
Enfrentó a los British and Irish Lions en las cuatro pruebas que los destrozaron en la gira de 1983. En 1986 formó parte de los polémicos New Zealand Cavaliers, que fueron de gira a Sudáfrica pese a la prohibición. El director técnico Colin Meads lo hizo titular indiscutido.
Alex Wyllie fue el último que lo seleccionó, en 1990 eliminó polémicamente a Wayne Shelford del plantel y nombró como nuevo capitán a Whetton. En total disputó 58 partidos y marcó un try.

### Participaciones en Copas del Mundo
Brian Lochore lo seleccionó para Nueva Zelanda 1987, se alineó con Murray Pierce y jugó todas las pruebas como titular.
Wyllie lo llevó a Inglaterra 1991 como el capitán y lo formó junto a la joven estrella Ian Jones. Tras la eliminación ante Australia, anunció su retiro internacional.
| Mundial                       | Sede          | Resultado     | PJ | Tries |
| ----------------------------- | ------------- | ------------- | -- | ----- |
| Copa Mundial de Rugby de 1987 | Nueva Zelanda | Campeón       | 6  | 0     |
| Copa Mundial de Rugby de 1991 | Inglaterra    | Tercer puesto | 6  | 0     |

## Palmarés
- Campeón del South Pacific Championship de 1987, 1988, 1989 y 1990.
- Campeón del Campeonato de Francia de 1992–93.
- Campeón del National Provincial Championship de 1982, 1984, 1985, 1987, 1988, 1989 y 1990.